# Mario Losada (padre)
Mario Nicolás Losada (Cerro Corá, Misiones, 11 de diciembre de 1909 - Apóstoles, 7 de febrero de 1991) fue un político argentino, perteneciente a la Unión Cívica Radical (UCR), que ocupó el cargo de Gobernador de la Provincia de Misiones entre el 12 de octubre de 1963 y el 28 de junio de 1966, cuando fue depuesto y encarcelado por la dictadura militar autodenominada Revolución Argentina.

## Biografía
Hijo de Filomena Bonifato y Joaquín Losada. Desde 1928 se afilió a  UCR. Alcanzó cargos tanto en la delegación misionera del partido como en la legislatura provincial. En la primera elección legislativa provincial, tras la provincialización de Misiones, logró ser electo Diputado. En 1957 fue elegido convencional para la creación de una nueva Constitución de la provincia Dicha convención fue tachada de ilegal por realizarse durante un gobierno de facto, se  cuestionaba severamente el origen espurio de la Asamblea Constituyente y sus facultades para reemplazar la Constitución  de la provincia sancionada por unanimidad el 17 de noviembre de 1954 derogada por bando militar, con el peronismo proscripto.
Durante los años 40 fue vicepresidente de La Liga Antiprovincialista en Misiones, opuesto a la provincialización de la misma. En 1939  argumentó "... y si el Territorio no se halla, aún preparado económicamente para su transformación en provincia, menos aún lo está bajo la faz política y cultural. No tiene el pueblo de Misiones, en general, ninguna educación cívica
En 1960 fue elegido como Senador Nacional. En 1963 fue elegido Gobernador con la proscripción del peronismo y varios partidos de izquierda, siendo el tercer gobernador electo desde la provincialización. Mantuvo un conflicto con los docentes  al vetar el Estatuto del Docente, que fuera aprobado por el gobernador de Pablo Luzuriaga, y vetado en el primer día del mandato de Losada, para poder nombrar a los docentes adictos. En 1965 comenzó un juicio político en su contra a raíz de una grave crisis económica y social caracterizada por la falta de pago de salarios a empleados públicos como el poco apoyo del gobierno nacional y las deudas de la provincia. Para hacer frente a la crisis, impulsó las leyes que incluían la reducción de empleados públicos, la suspensión de obras en el interior provincial.
En 1966, fue depuesto por la dictadura militar autodenominada Revolución Argentina, y arrestado por negarse a abandonar su cargo.
Fue elegido nuevamente senador en 1973, manteniéndose hasta 1976, cuando su mandato fue interrumpido por la dictadura militar autodenominada Proceso de Reorganización Nacional.